# Луї Менар
Луї Менар, власне Луї-Нікола Менар (* 19 жовтня 1822, Париж — 9 лютого 1901 там само) — французький поет, релігієзнавець, історик і хімік.

## Біографія
Луї Менар народився в Парижі 19 жовтня 1822 року.
Здобув середню освіту в ліцеї Людовика Великого, де був однокласником Шарля Бодлера.
1843 року Менар дебютував з перекладом «Прометея». Він опублікував свій переклад «Прометея Незв'язаного» Персі Біші Шеллі під псевдонімом Луї де Сенневіль. Однак, оскільки його успіх не був дуже великим, Менар згодом зайнявся природничими науками, особливо хімією. У 1846 році під час своїх експериментів він відкрив колодій, але його значення не було визнане ні ним, ні іншими.
Політично заангажований і зацікавлений, Менар був прихильником соціалістів. Він брав участь у Лютневій революції 1848 року і через свій памфлет «Пролог революції» мусив виїхати в еміграцію — спочатку до Лондона, потім до Брюсселя, де познайомився з Карлом Марксом.
У 1852 році Менар зміг повернутися до Парижа. З цього часу він почав дуже цікавитися грецькою, римською та особливо індійською старовиною. Він поділяв цей інтерес із Шарлем Леконтом де Лілем, з яким досліджував ці філософські та теологічні теорії. Ідеї цього синкретизму можна знайти й пізніше в його творах; напр. «Сновидіння містичної дитини».
Приблизно з 1886 року Менар звернувся до живопису та приєднався до художника Теодора Руссо. Таким чином, сьогодні Менар також вважається членом Барбізонської школи. Жуль Бретон, також художник, звів Менара разом із парнасцями, до яких він також приєднався. Альфонс Лемер включив деякі з віршів Менара до пізніше відомої антології Сучасний Парнас (Le Parnasse contemporain).
Після війни 1870/71 років під час Паризької Комуни Менар знову вирушив у еміграцію і написав кілька памфлетів на її захист. Після повернення через кілька років Менар отримав посаду викладача в École des Arts décoratifs, а в 1895 році його підвищили до «професора загальної історії».
Помер 9 лютого 1901 року в Парижі.
Менар був дядьком художника-символіста Еміля-Рене Менара.

## Вибрані твори
Художня література
- Prométhée délivré. 1844 (переклад поеми Шеллі Prometheus unbound)
- Poèmes. 1855

Нон-фікшн
- Études sur les origines du christianisme. 1894
- Histoire des grecs. 1884
- Lettres d'un mort. Opinions d'un paien sur la société moderne. 1895
- La religion et philosophique en Égypte. 1899
- Rêveries d'un paien mystique.
- Symbolique des religions anciennes et modernes. 1897